# Coulanges-lès-Nevers
Pour les articles homonymes, voir Coulanges.
Coulanges-lès-Nevers est une commune française située dans le département de la Nièvre, en région Bourgogne-Franche-Comté.
Ses habitants se nomment les Coulangeois et les Coulangeoises.

## Géographie
Coulanges-lès-Nevers est située au nord-est de Nevers, et elle est traversée par la vallée de la Nièvre et le ruisseau du Ponty.

### Communes limitrophes
Les communes limitrophes sont Urzy, Saint-Éloi, Montigny-aux-Amognes, Nevers, Saint-Martin-d'Heuille et Varennes-Vauzelles.

### Climat
Pour des articles plus généraux, voir Climat de la Bourgogne-Franche-Comté et Climat de la Nièvre.
En 2010, le climat de la commune est de type climat océanique dégradé des plaines du Centre et du Nord, selon une étude du Centre national de la recherche scientifique s'appuyant sur une série de données couvrant la période 1971-2000. En 2020, Météo-France publie une typologie des climats de la France métropolitaine dans laquelle la commune est exposée à un climat océanique altéré et est dans la région climatique  Centre et contreforts nord du Massif Central, caractérisée par un air sec en été et un bon ensoleillement. 
Pour la période 1971-2000, la température annuelle moyenne est de 11,1 °C, avec une amplitude thermique annuelle de 15,9 °C. Le cumul annuel moyen de précipitations est de 789 mm, avec 11,6 jours de précipitations en janvier et 7,8 jours en juillet. Pour la période 1991-2020, la température moyenne annuelle observée sur la station météorologique de Météo-France la plus proche, « Varennes-boulor », sur la commune de Varennes-Vauzelles à 3 km à vol d'oiseau, est de 11,9 °C et le cumul annuel moyen de précipitations est de 854,7 mm. 
La température maximale relevée sur cette station est de 41,8 °C, atteinte le 10 août 2003 ; la température minimale est de −13,8 °C, atteinte le 1er mars 2005,,. 
| Mois                                  | jan.           | fév.           | mars           | avril         | mai             | juin           | jui.          | août           | sep.          | oct.          | nov.             | déc.          | année      |
| ------------------------------------- | -------------- | -------------- | -------------- | ------------- | --------------- | -------------- | ------------- | -------------- | ------------- | ------------- | ---------------- | ------------- | ---------- |
| Température minimale moyenne (°C)     | 0,8            | 0,6            | 2,6            | 4,9           | 8,8             | 12,1           | 13,8          | 13,5           | 10,1          | 7,8           | 3,8              | 1,4           | 6,7        |
| Température moyenne (°C)              | 4              | 4,7            | 8,1            | 11,2          | 15              | 18,6           | 20,6          | 20,3           | 16,2          | 12,4          | 7,4              | 4,4           | 11,9       |
| Température maximale moyenne (°C)     | 7,1            | 8,9            | 13,7           | 17,4          | 21,2            | 25,1           | 27,3          | 27,1           | 22,3          | 17            | 10,9             | 7,5           | 17,1       |
| Record de froid (°C) date du record   | −13,4 13.01.03 | −13,6 09.02.12 | −13,8 01.03.05 | −5 14.04.19   | −0,8 08.05.1997 | 2,9 14.06.1995 | 5 14.07.1998  | 3,5 30.08.1993 | 0 30.09.1995  | −4,3 25.10.03 | −10,9 24.11.1998 | −13 24.12.01  | −13,8 2005 |
| Record de chaleur (°C) date du record | 15,5 06.01.14  | 21,9 27.02.19  | 26,4 16.03.12  | 30,5 21.04.18 | 33,8 27.05.05   | 38,7 27.06.11  | 41,4 25.07.19 | 41,8 10.08.03  | 36,8 14.09.20 | 29,1 12.10.18 | 23 02.11.20      | 17,1 17.12.19 | 41,8 2003  |
| Précipitations (mm)                   | 75,1           | 63,2           | 59,7           | 72,3          | 77,8            | 64,1           | 60            | 67             | 64            | 81,8          | 86,2             | 83,5          | 854,7      |

| Diagramme climatique                                  |            |             |             |             |              |            |            |            |           |             |            |
| J                                                     | F          | M           | A           | M           | J            | J          | A          | S          | O         | N           | D          |
| 7,10,875,1                                            | 8,90,663,2 | 13,72,659,7 | 17,44,972,3 | 21,28,877,8 | 25,112,164,1 | 27,313,860 | 27,113,567 | 22,310,164 | 177,881,8 | 10,93,886,2 | 7,51,483,5 |
| Moyennes : • Temp. maxi et mini °C • Précipitation mm |            |             |             |             |              |            |            |            |           |             |            |

Les paramètres climatiques de la commune ont été estimés pour le milieu du siècle (2041-2070) selon différents scénarios d'émission de gaz à effet de serre à partir des nouvelles projections climatiques de référence DRIAS-2020. Ils sont consultables sur un site dédié publié par Météo-France en novembre 2022.

## Urbanisme

### Typologie
Au 1er janvier 2024, Coulanges-lès-Nevers est catégorisée ceinture urbaine, selon la nouvelle grille communale de densité à sept niveaux définie par l'Insee en 2022.
Elle appartient à l'unité urbaine de Nevers, une agglomération intra-départementale regroupant huit  communes, dont elle est une commune de la banlieue,,. Par ailleurs la commune fait partie de l'aire d'attraction de Nevers, dont elle est une commune de la couronne,. Cette aire, qui regroupe 93 communes, est catégorisée dans les aires de 50 000 à moins de 200 000 habitants,.

### Occupation des sols
L'occupation des sols de la commune, telle qu'elle ressort de la base de données européenne d’occupation biophysique des sols Corine Land Cover (CLC), est marquée par l'importance des territoires agricoles (73,5 % en 2018), en diminution par rapport à 1990 (77,9 %). La répartition détaillée en 2018 est la suivante : terres arables (35,1 %), prairies (31,9 %), zones urbanisées (19,6 %), zones agricoles hétérogènes (6,5 %), forêts (6 %), zones industrielles ou commerciales et réseaux de communication (0,8 %). L'évolution de l’occupation des sols de la commune et de ses infrastructures peut être observée sur les différentes représentations cartographiques du territoire : la carte de Cassini (XVIIIe siècle), la carte d'état-major (1820-1866) et les cartes ou photos aériennes de l'IGN pour la période actuelle (1950 à aujourd'hui).

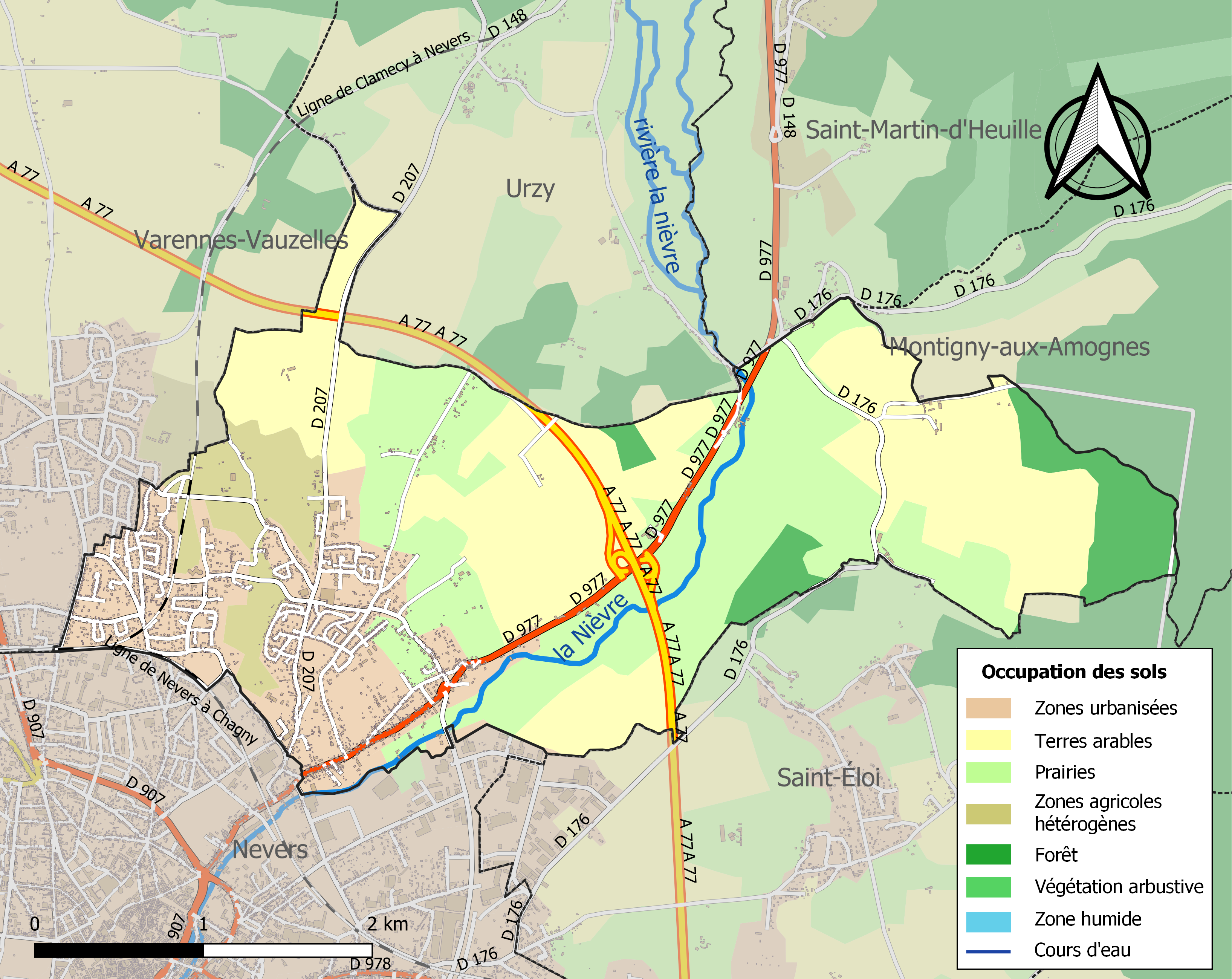
Carte des infrastructures et de l'occupation des sols de la commune en 2018 (CLC).

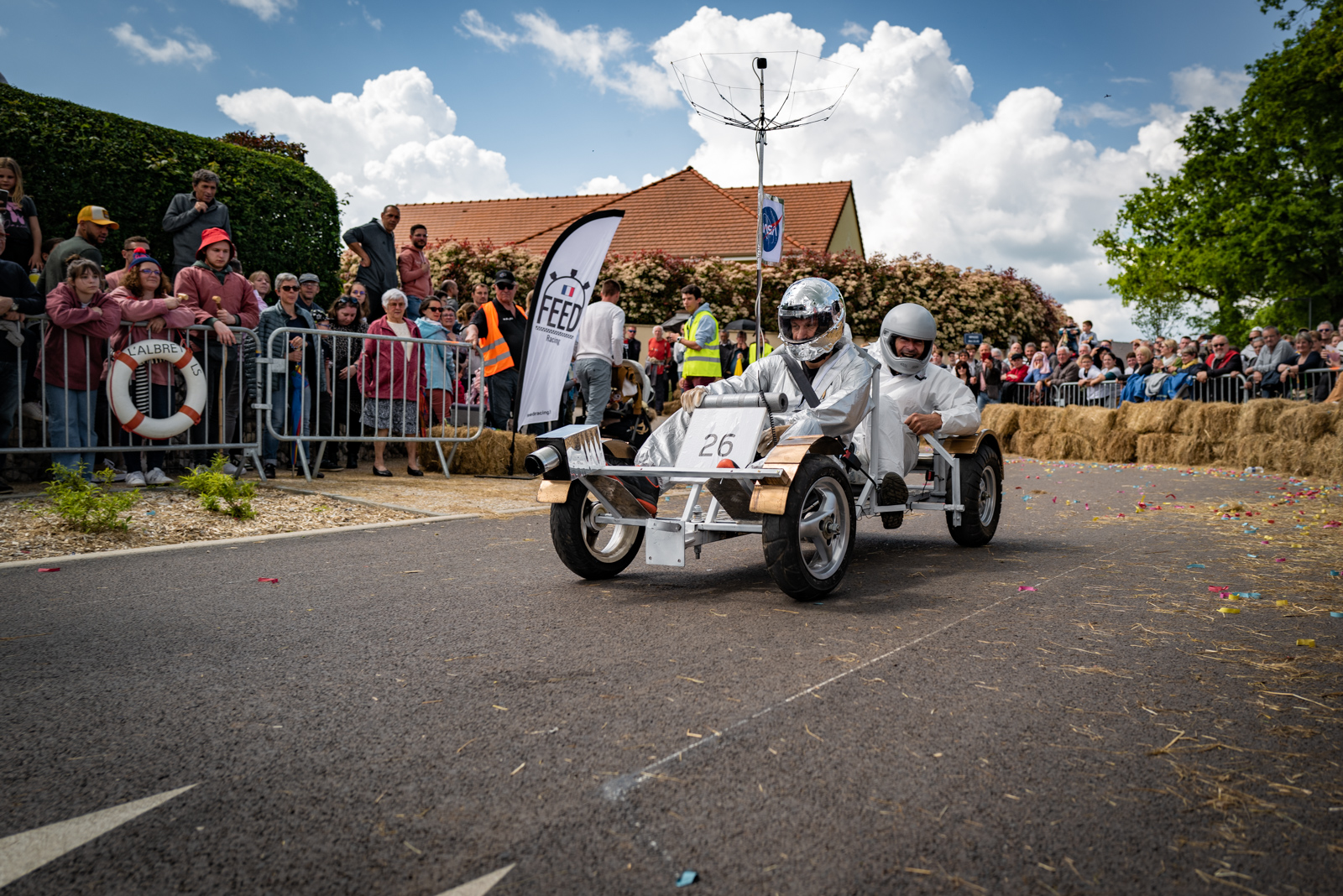

## Grand Prix de Coulanges
Depuis 2023, la ville de Coulanges-lès-Nevers organise une grande course de caisses à savon, réunissant plus de 6000 spectateurs et pas moins d'une quarantaine de bolides.
Après la rue Bailly, le 2e grand prix se déroulera sur la rue de Veninges. À partir de 2025, la course se déroulera chaque année sur l'avenue Jean Jaurès.

## Histoire

### Au temps de Charlemagne
En 2019, à l’occasion d’un projet de lotissement, une surface de 5 000 m² est l’objet de fouilles archéologiques préventives menées par l’Inrap, permettant d'explorer le passé médiéval de la commune entre les VIe et Xe siècles de notre ère. Les nombreuses traces anciennes de constructions en terre et bois, ainsi que les traces d'activités agropastorales et artisanales, comme les graines anciennes, les ossements d'animaux, les scories de forge ou les outils liés au tissage et au travail du bois éclairent divers aspects de la vie quotidienne des habitants du village au temps de Charlemagne.

## Toponymie
La forme la plus ancienne du nom de la commune, Parrochia de Colengiis, date de 1266. On relève également les formes Colengiae (1355), Colenges (1450) et Colanges-les-Nevers (1605).
Le nom de la commune a pour origine le mot latin colonica, terme de droit féodal, qui désigne une terre cultivée par un colon.

## Identité visuelle

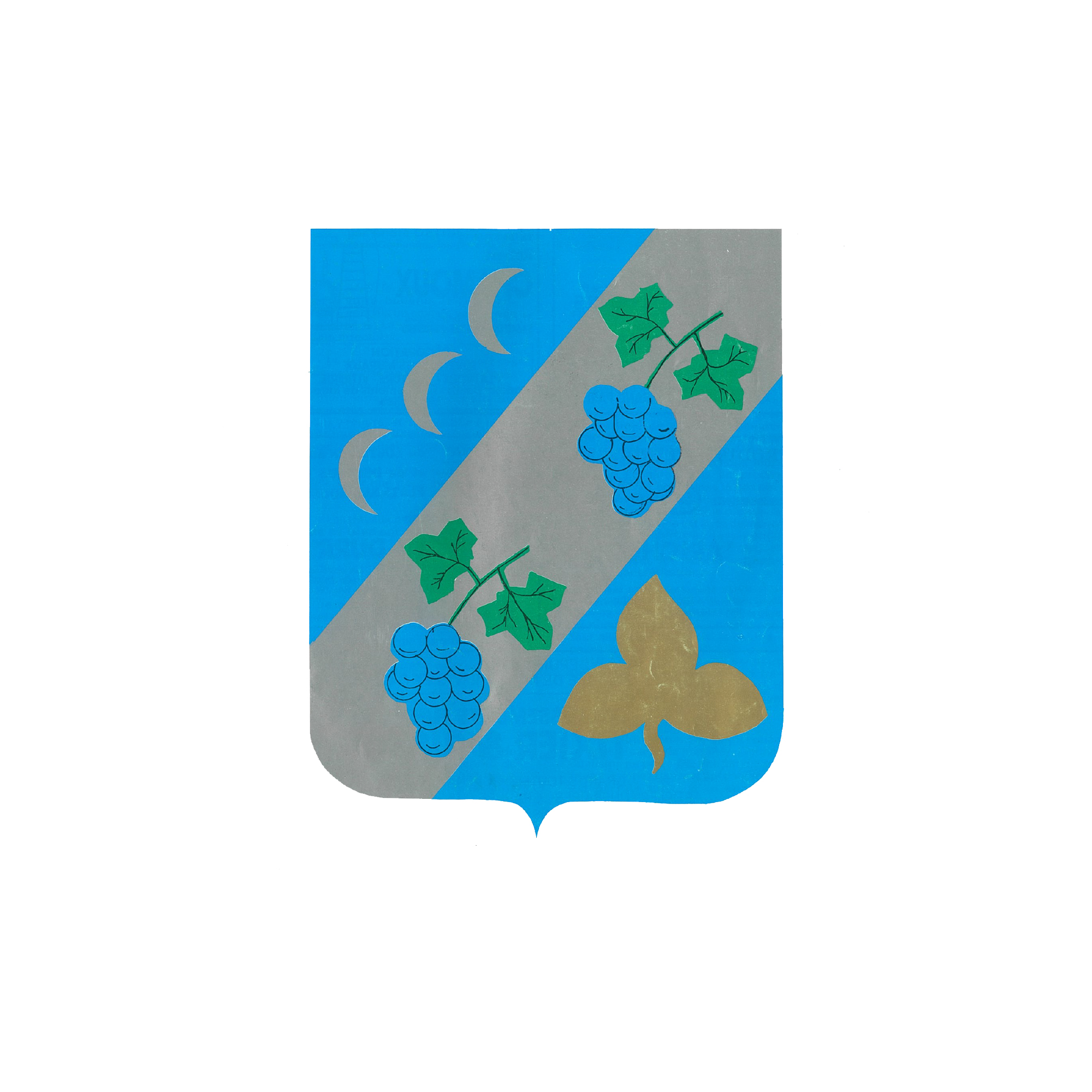
de 1985 à 1990
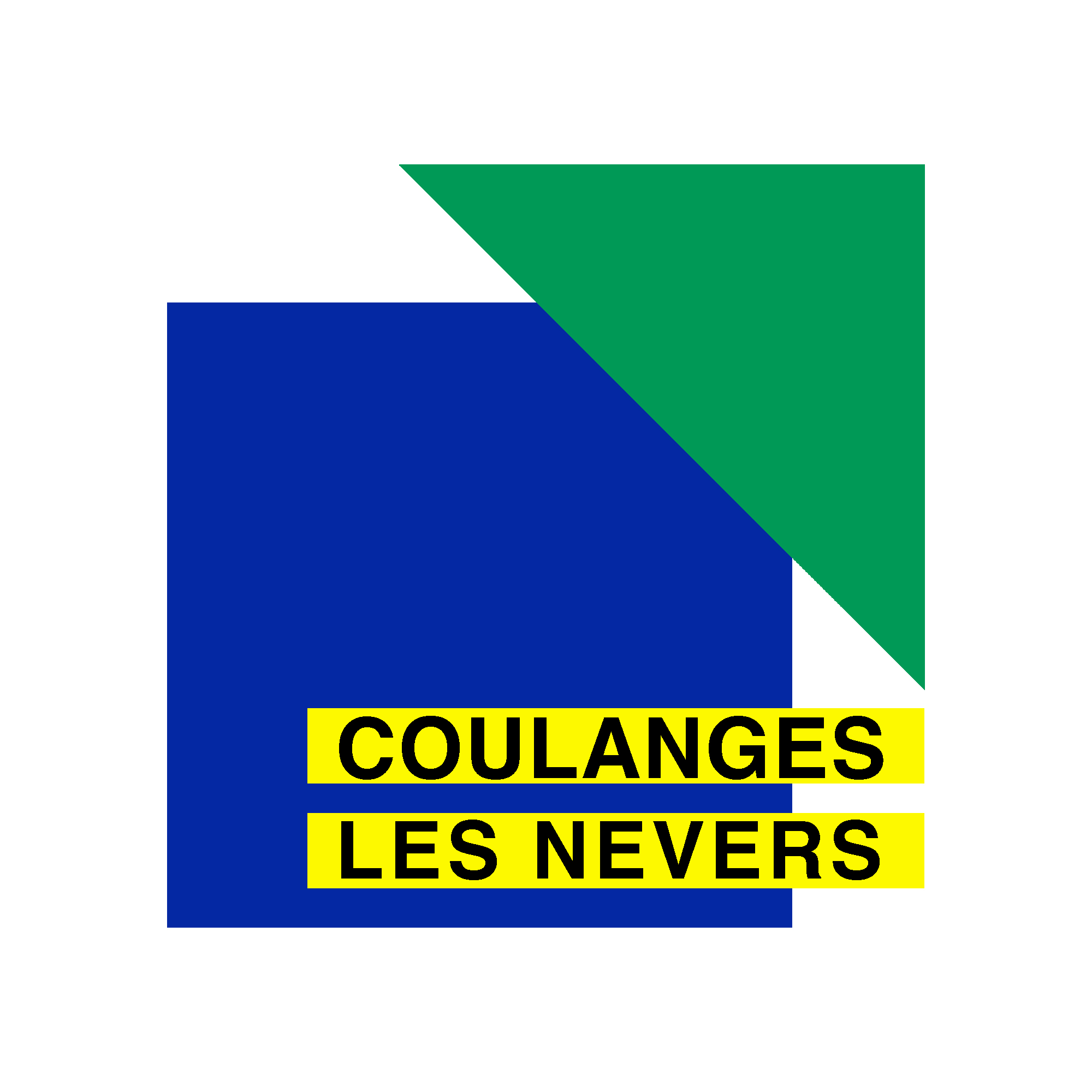
de 1991 à 1995
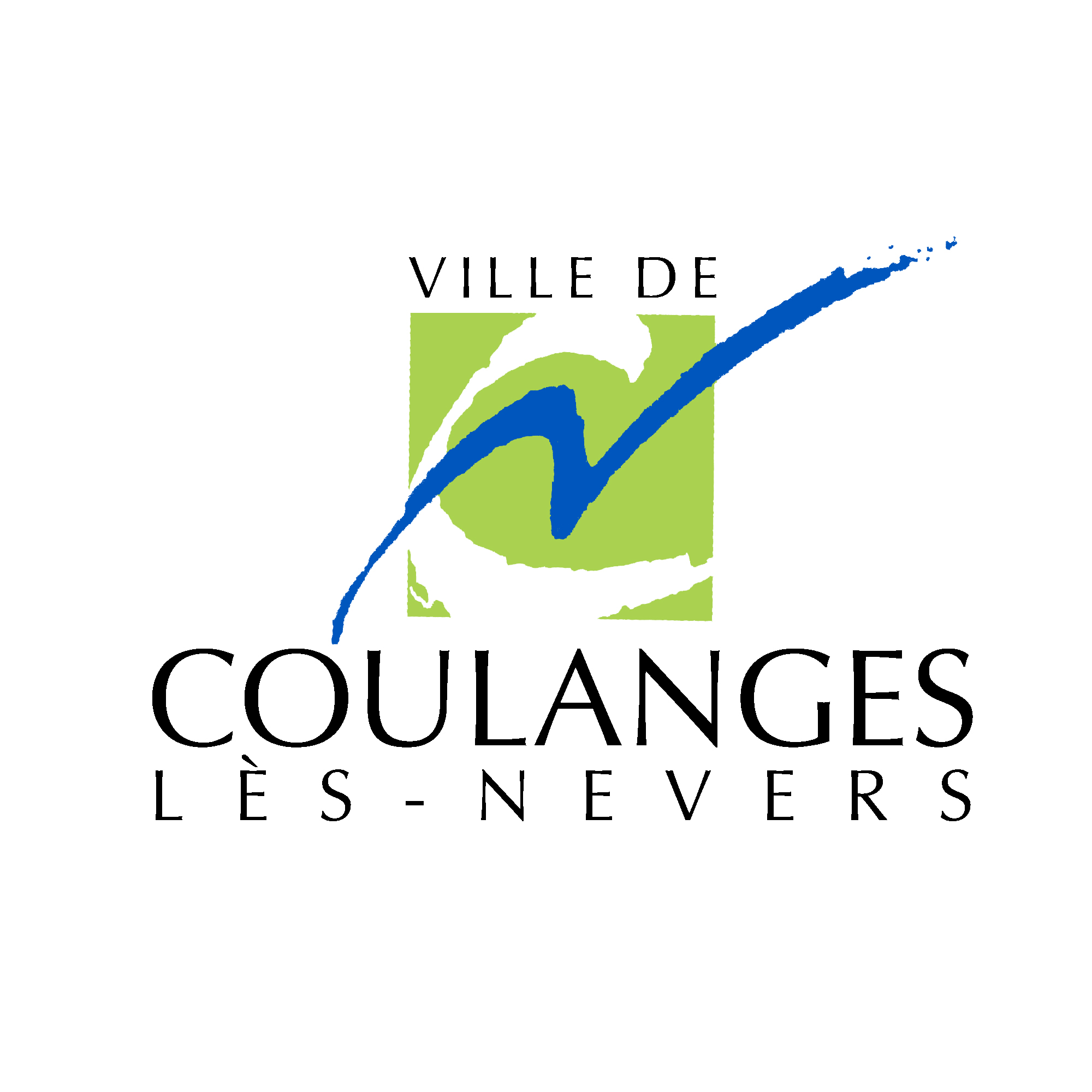
de 1996 à 2008
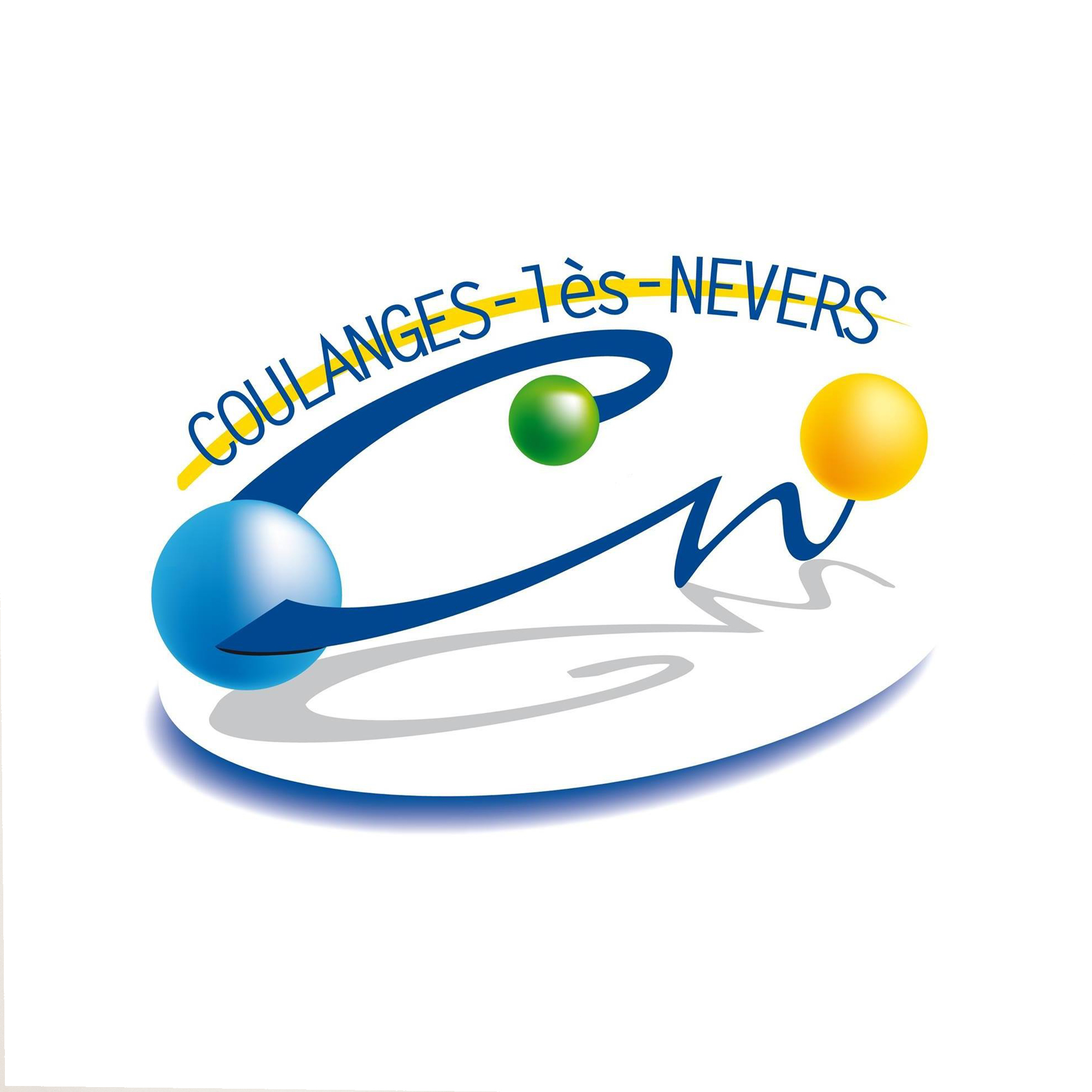
de 2009 à 2021
de 2022 à aujourd'hui

## Politique et administration

### Liste des maires
| Période                                  | Période     | Identité          | Étiquette | Qualité                                                                                   |
| ---------------------------------------- | ----------- | ----------------- | --------- | ----------------------------------------------------------------------------------------- |
| mars 2001                                | mars 2008   | Jean Rouxel       | DVG       |                                                                                           |
| mars 2008                                | 27 mai 2020 | Maryse Augendre   | DVG       | Retraitée de la fonction publique Conseillère départementale (depuis 2015)                |
| 27 mai 2020                              | En cours    | Julien Jouhanneau | DVG       | Urbaniste, ancien premier adjoint 6e vice-président de Nevers Agglomération (depuis 2020) |
| Les données manquantes sont à compléter. |             |                   |           |                                                                                           |

## Démographie
L'évolution du nombre d'habitants est connue à travers les recensements de la population effectués dans la commune depuis 1800. Pour les communes de moins de 10 000 habitants, une enquête de recensement portant sur toute la population est réalisée tous les cinq ans, les populations de référence des années intermédiaires étant quant à elles estimées par interpolation ou extrapolation. Pour la commune, le premier recensement exhaustif entrant dans le cadre du nouveau dispositif a été réalisé en 2006.

En 2022, la commune comptait 3 678 habitants, en évolution de +1,83 % par rapport à 2016 (Nièvre : −3,28 %, France hors Mayotte : +2,11 %).
| 1800 | 1806 | 1821 | 1831 | 1836 | 1841 | 1846 | 1851 | 1856 |
| ---- | ---- | ---- | ---- | ---- | ---- | ---- | ---- | ---- |
| 410  | 350  | 529  | 719  | 795  | 700  | 768  | 820  | 885  |

| 1861 | 1866 | 1872  | 1876  | 1881  | 1886 | 1891 | 1896 | 1901  |
| ---- | ---- | ----- | ----- | ----- | ---- | ---- | ---- | ----- |
| 928  | 992  | 1 005 | 1 089 | 1 086 | 988  | 940  | 957  | 1 003 |

| 1906 | 1911 | 1921  | 1926  | 1931  | 1936  | 1946  | 1954  | 1962  |
| ---- | ---- | ----- | ----- | ----- | ----- | ----- | ----- | ----- |
| 953  | 999  | 1 165 | 1 085 | 1 162 | 1 246 | 1 459 | 1 332 | 1 586 |

| 1968  | 1975  | 1982  | 1990  | 1999  | 2006  | 2011  | 2016  | 2021  |
| ----- | ----- | ----- | ----- | ----- | ----- | ----- | ----- | ----- |
| 1 926 | 3 116 | 3 788 | 3 544 | 3 502 | 3 528 | 3 590 | 3 612 | 3 693 |

| 2022  | - | - | - | - | - | - | - | - |
| ----- | - | - | - | - | - | - | - | - |
| 3 678 | - | - | - | - | - | - | - | - |

## Culture locale et patrimoine

### Lieux et monuments
- Église Saint-Théodore, présentant un tympan de saint Michel terrassant le dragon ainsi que divers chapiteaux dans sa nef.
- Forges de Forgeneuve.
- Château de l’Ermitage (Coulanges-lès-Nevers).